# روضة بل

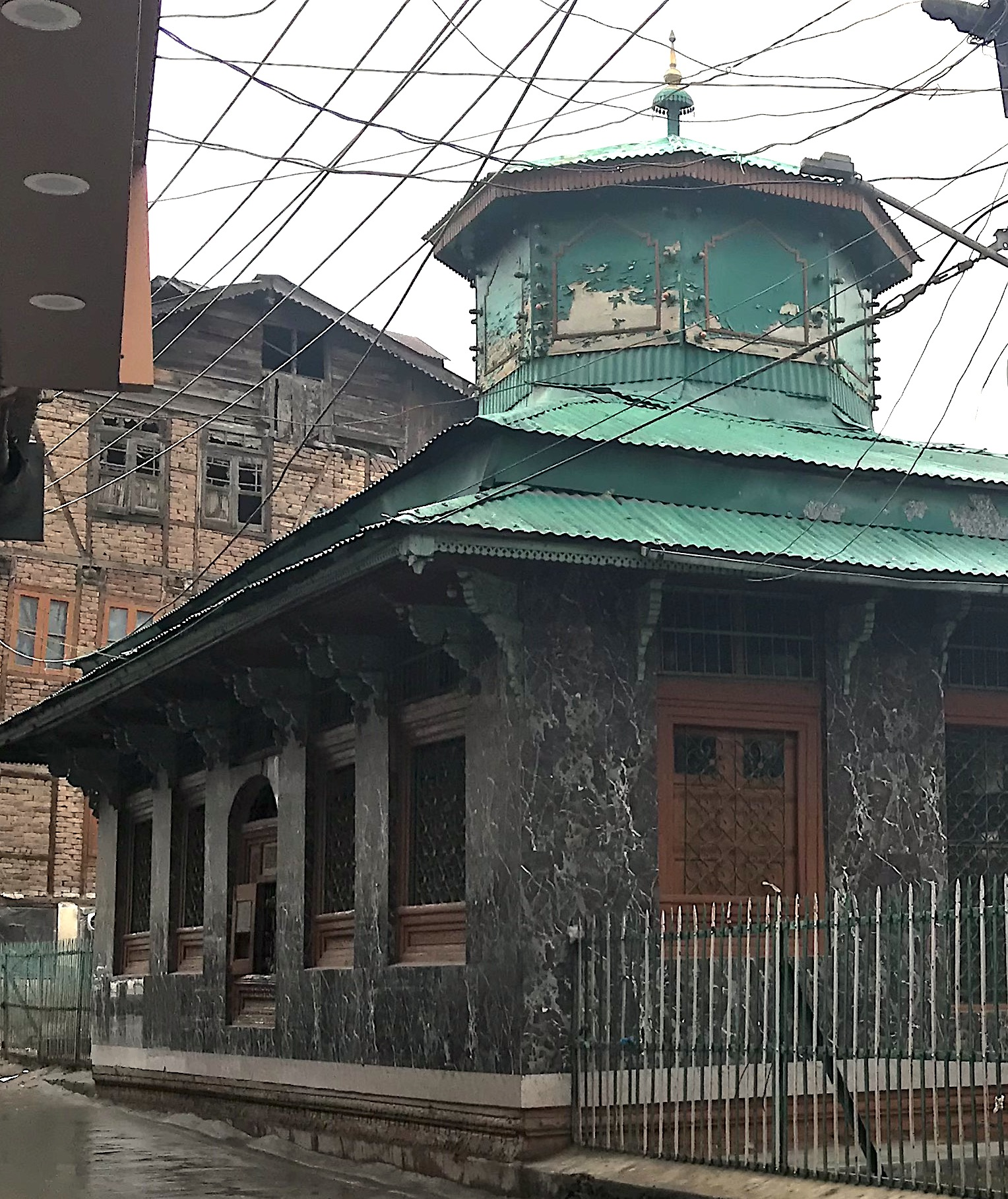
ضريح روضة بل في سريناجار ، كشمير ، يعتقد الأحمديون أنه قبر يسوع.

روضة بل أو روزا بل أو روزابل هو ضريح يقع في حي خانيار في منطقة وسط مدينة سريناجار في كشمير، الهند . كلمة روضة تعني قبر، وكلمة بل تعني مكان. يعتقد السكان المحليون أن حكيماً مدفوناً هنا، يوز أساف ،  جنباً إلى جنب مع رجل مقدس مسلم آخر، مير سيد نصير الدين.
وكان الضريح غير معروف نسبياً حتى ادعى مؤسس الحركة الأحمدية، ميرزا غلام أحمد، في عام 1899 أنه في الواقع قبر المسيح. يتمسك الأحمديون بهذا الرأي اليوم،  على الرغم من رفضه من قبل القائمين على الضريح السنة المحليين، حيث قال أحدهم "إن النظرية القائلة بأن يسوع دفن في أي مكان على وجه الأرض هي نظرية تجديف للإسلام".

## المبنى
يقف الهيكل أمام مقبرة إسلامية. يتكون من مبنى منخفض مستطيل الشكل على منصة مرتفعة، محاط بسور من الأمام ومدخل. يوجد في الداخل مزار ليوز أساف . يضم المبنى أيضاً قبر قديس مسلم شيعي، مير سيد نصير الدين، من نسل الإمام علي الرضا ، الإمام الثامن للمسلمين الشيعة الذين يقع ضريحهم في مشهد .
حفظ هيكل المبنى المجتمع المحلي، إلا أنه الآن تحت رعاية مجلس إدارة يتكون من مسلمين سنة . وبحسب الكاتب الكشميري فداء حسنين ، أحد أنصار الآراء الأحمدية حول يسوع، فإن القبر يحتوي على نحت صخري يقال إنه يظهر أقداماً عليها جروح صلب وتم دفن الجسد وفقاً لما يعتبره حسنين للتعاليم اليهودية في الاتجاهات لا وفقاً للتعاليم الإسلامية. تم انتقاد أعمال حسنين أكاديمياً بضراوة - ومن بين الأكاديميين الذين رفضوا هذه الادعاءات غونتر جرونبولد ، فيلهلم شنيميلشر، نوربرت كلات، بير بيسكو، وجيرالد أوكولينز .

## تاريخ

### الفترة البوذية والهندوسية
لا يوجد سجل للضريح خلال الفترة البوذية في كشمير ، ولا خلال سلطنة كشمير (1346–1586) عندما تم تحويل العديد من المعابد البوذية إلى مساجد، مثل معبد شانكراتشاريا أو "عرش سليمان".

### محمد أعظم ديده مري، 1747
تم ذكر الضريح لأول مرة في واقعة كشمير (قصة كشمير، نُشرت عام 1747)، والمعروفة أيضاً باسم تاريخ أعظمي (تاريخ أعظم)  بقلم الخواجة محمد أعظم ديده مري ، وهو كاتب صوفي محلي من سريناغار. يذكر محمد أعظم أن القبر هو لنبي وأمير أجنبي، يوز أسوف، أو في النسخ الكشميري المحلي الحديث يوزا أسوف. قد يكون الاسم مشتقاً من الكلمة الأردية "Yuzasaf" في أسطورة Balauhar و Yuzasaf ، Yuzasaf هو اسم لغوتاما بوذا . يظهر يوز أساف كهجاء في رسائل إخوان الصفا لإخوان الصفا ومصادر أخرى. يشير ديفيد مارشال لانج (1960) إلى أن ارتباط يوزاساف البوذي بكشمير يرجع جزئياً إلى خطأ مطبعي في طبعة بومباي العربية التي تشير إلى أسطورة حكمة بالاهفار التي تجعل بطلها الأمير يوزاساف يموت في "كشمير" عن طريق الخلط مع كوشينارا (بالبالية: كوشينر)، المكان التقليدي لوفاة بوذا الأصلي.

### قضية المحكمة 1770
وقد رفعت دعوى قضائية بشأن المقام سنة 1184هـ/1770م:
ختم عدل الإسلام الملا فاضل 1184هـ. الحكم: الآن، خلصت هذه المحكمة، بعد الحصول على الأدلة، إلى أنه في عهد الراجا جوباداتا، الذي بنى وأصلح العديد من المعابد، وخاصة عرش سليمان، جاء يوز أساف إلى الوادي. كان أميراً بالنسب، وكان تقياً وقديساً وتخلى عن المساعي الدنيوية. كان يقضي كل وقته في الصلاة والتأمل. بعد أن أصبح شعب كشمير عبدة أصنام، بعد طوفان نوح العظيم، أرسل الله عز وجل يوز أساف نبيا لشعب كشمير. وكان يوحد الله حتى وفاته. ودفن يوز أساف في خانيار على ضفاف البحيرة وضريحه يعرف باسم روضة بل. وفي عام 871 هـ دُفن أيضاً السيد ناصر الدين من نسل الإمام موسى الرضا بجانب قبر يوز أساف. الأوامر - بما أن الضريح يتم زيارته من قبل المصلين، سواء من ذوي المكانة العالية أو العامة، وبما أن مقدم الطلب، رحمن خان، هو الوصي الوراثي للضريح، فقد أُمر بأنه يحق له تلقي القرابين المقدمة في الضريح كما كان من قبل، و ولن يكون لأي شخص آخر أي حق في مثل هذه العروض. «تم تحت إمرتنا يوم ١١ جمادى الآخرة ١١٨٤ هـ» (ترجمة فداء حسنين ١٩٨٨)
تتبع ترجمة حسنين أسلوب غلام أحمد في تقسيم اسم يوزاساف ، الموجود في تقليد بلهاوار ويوزاف عن غوتاما بوذا، إلى مقطعين، "يوز أساف". يوزاساف، أو بوذاساف ، مشتق من بوديساتفا السنسكريتية. تم تغيير الكلمة السنسكريتية إلى Bodisav في النصوص الفارسية في القرن السادس أو السابع، ثم إلى Budhasaf أو Yudasaf في وثيقة عربية من القرن الثامن (الحرف الأول في اللغة العربية من "ب" إلى "ي" أي عن طريق تكرار نقطة بخط اليد). .

### الحرب الهندية الباكستانية، 1965
في أعقاب الحرب الهندية الباكستانية عام 1965 واستمرار التوترات والحوادث بين الهندوس والمسلمين، والمسلمين فيما بينهم، تم تدنيس زيارة روضة بل وحفر القبر في 27 أكتوبر 1965. حدد كاتب العمود الهندي برافين سوامي (2006) الجناة بأنهم "خلية احتياطية" من العملاء الباكستانيين، إلا أن هذا لم يتم تأكيده من أي مصدر آخر.

## مزاعم الفرقة الأحمدية

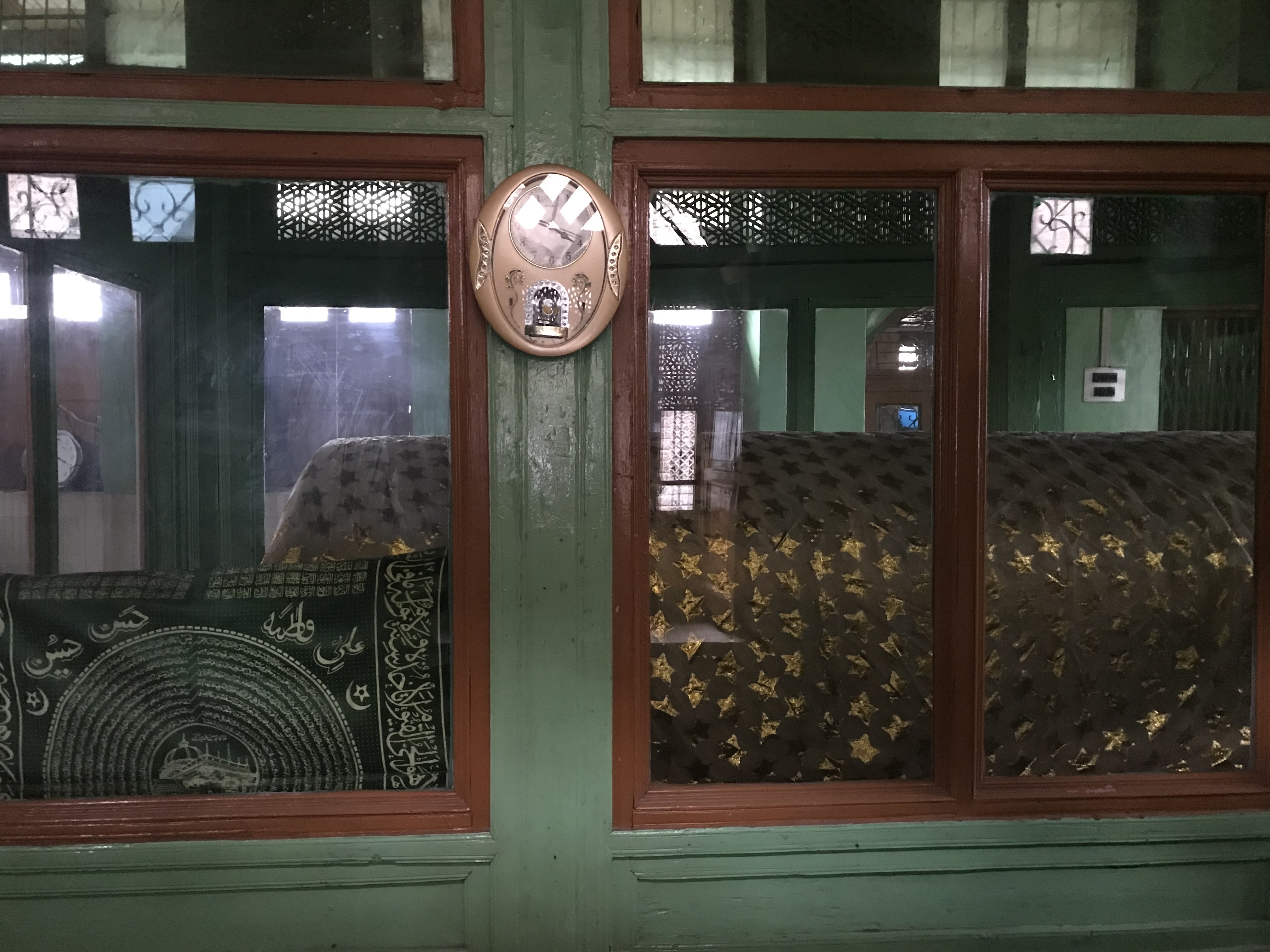
صورة من داخل ضريح روضة بل.

### ميرزا غلام أحمد
يعتقد مؤسس الأحمدية، ميرزا غلام أحمد، من سورة المؤمنون الآية 50 في القرآن الكريم، أن الواقعة الوحيدة في حياة عيسى ابن مريم، بأن حياته كانت مهددة بشكل خطير، عندما جرت محاولة لقتله. بالصلب. يقول نص الآية الكريمة "وَجَعَلْنَا ابْنَ مَرْيَمَ وَأُمَّهُ آيَةً وَآوَيْنَاهُمَا إِلَىٰ رَبْوَةٍ ذَاتِ قَرَارٍ وَمَعِينٍ"؛  يقول ميرزا أحمد، قد ينطبق هذا بشكل مناسب جداً على وادي كشمير.
في كتابه يسوع في الهند ، ادعى بشكل متقن أن روضة بل كانت قبر يسوع (الأردية 1899، الإنجليزية 1944 مسیح ہندوستان مین Masih Hindustan-mein ). نُشر الكتاب بالكامل عام 1908، وأول ترجمة كاملة باللغة الإنجليزية عام 1944. وكان ميرزا أحمد قد دافع بشكل منفصل عن الرأي القائل بأن يسوع لم يمت بالصلب، لكنه سافر إلى شبه القارة الهندية وتوفي هناك عن عمر يناهز 120 عاماً  يذكر بير بيسكو أن ميرزا أحمد فصل اسم يوزاساف إلى مقطعين "يوز" و"أساف"، وفسر "يوز" على أنه "يسوع" و"أساف" (التي تعني جمع بالعبرية) كناية عن "يسوع الجامع".
في كتاب يسوع في الجنة على الأرض (1952) للكاتب الأحمدي خواجة نذير أحمد طور أفكار ميرزا غلام أحمد. هناك أنقاض معبد هندوسي بالقرب من سريناغار حيث ادّعى ميرزا أحمد أن يسوع كان يبشّر منه. نظراً لعدم وجود مصادر غربية أخرى، يعتمد الأحمديون على أعمال توما الملفقة التي تعود للقرن الثالث وعلى المصادر الإسلامية بشكل عام بعد القرن الخامس عشر في إعادة بناء طريق السفر الشرقي ليسوع.
يقول جيه غوردن ميلتون أنه بعد أن اتخذ لقب " المجدد" في ثمانينيات القرن التاسع عشر، وبعد أن أعلن نفسه المسيح الموعود للمسيحيين، التقط ميرزا غلام أحمد ببساطة الأسطورة القائلة بأن يسوع قد زار الهند لزيادة تعريفه الذاتي بيسوع. . يقول جيرالد أوكولينز أنه لم يتم تقديم أي دليل تاريخي يدعم نظرية غلام أحمد بأن يسوع مات في الهند. يصنف سيمون روس فالنتاين النظرية على أنها أسطورة ويعتبر دفن يسوع في روضة بل أسطورة في حجم أسطورة يوسف الرامي وهو يأخذ الكأس المقدسة إلى بريطانيا. يقول بول سي باباس أنه من منظور تاريخي، فإن التعريف الأحمدي لـ "يوزاساف" مع يسوع مستمد من الأساطير والوثائق التي تتضمن عدداً من الأخطاء التاريخية الواضحة (على سبيل المثال الخلط بين عهد غوندوفاريس) وأنه "يكاد يكون من المستحيل التعرف على أن يوزأساف هو عيسى".
تختلف نظرية ميرزا غلام أحمد بأن يسوع مات في الهند عن اقتراح نيكولاس نوتوفيتش عام 1894 بأن يسوع سافر إلى الهند في سنواته الأولى (قبل بدء خدمته) خلال السنوات المجهولة ليسوع ، واختلف ميرزا غلام أحمد على وجه التحديد مع نوتوفيتش. إن ادعاءات نوتوفيتش بالعثور على مخطوطة عن رحلات يسوع للهند قد فقدت مصداقيتها تماماً من قبل الدراسات الحديثة باعتبارها خدعة. اعترف نوتوفيتش لاحقاً بتلفيق شهادته. يعتقد العلماء المعاصرون بشكل عام أنه لا يوجد أساس تاريخي لإثبات أي من ادعاءات رحلات يسوع إلى الهند.

### القرن العشرين

#### الخواجة نذير أحمد
بعد نوتوفيتش وميرزا أحمد، كان النص الذي لوحظ على نطاق واسع هو كتاب إنجيل برج الدلو ليسوع المسيح الصادر 1908 - والمنسوخ من كتاب ذكر الله (سجلات أكاشيك) ، والذي ادعى ليفي إتش داولينج (1844–1911) أنه نسخه من سجلات "أكاشيك" المفقودة .
الخواجة نذير أحمد ، مبشر للطائفة الأحمدية ببلدة ووكينغ في بريطانيا، طوّر أفكار ميرزا غلام أحمد في الأربعينيات من القرن المنصرم. وادعى أيضاً أن موسى دُفن في بوت على سفوح جبل نيلتوب بالقرب من بانديبور. ويحتوي كتابه (الصادر عام 1952) على قسم مترجم من كتاب أكمل الدين للمرجع الشيعي الشيخ الصدوق بن بابويه (المتوفى عام 991) حيث يذكر يوزاساف (بلفظة أحمد "يوز آساف").
"وشبه الشجرة بـ "البشرى" التي كان يجذب الناس إليها؛ الربيع بالعلم، والطير بالناس الذين جلسوا حوله وقبلوا الدين الذي كان يدعو إليه. ثم وصل يوز أساف بعد تجواله في مدن كثيرة إلى تلك البلاد التي تسمى كشمير. وسافر فيها عرضاً وأقام بها، وقضى بقية عمره فيها حتى أدركه الموت. لقد ترك الجسد الأرضي وارتفع نحو النور. ولكن قبل وفاته أرسل في طلب تلميذ له يدعى باباد (توماس) كان يخدمه وكان ضليعاً في كل الأمور. الترجمة للإنجليزية من النص الأصلي بالعربية لكتاب كمال الدين وتمام النعمة للشيخ الصدوق بن باويه، أعاد نشره خواجة نذير أحمد "يسوع في الجنة على الأرض" 1952 صفحة 362 (إدخال اسم "توماس" ليس موجوداً في ترجمة ميرزا غلام أحمد الأصلية 1908)."
الادعاء بأن هذا النص يتعلق بعيسى (يسوع) وليس بارلام ويهوشافاط ينشأ من استخدام ميرزا أحمد السابق لنفس النص عام 1902. تدّعي الأحمدية أن هذا القسم من كمال الدين للشيخ الصدوق يتعلق بعيسى (يسوع)، وهو أمر مرفوض من قبل المسلمين الشيعة. وكان المستشرق ماكس مولر قد ترجم هذا القسم للألمانية (1894) عندما دحض ادعاءات نيكولاس نوتوفيتش .
تستشهد مواقع الطائفة الأحمدية والمصادر المطبوعة بمختلف الوثائق والتقاليد المحلية لدعم تعريف ميرزا غلام أحمد لضريح سريناغار على أنه قبر يسوع. وتشمل هذه:(1) النسخ الإسلامية من أسطورة بارلام ويهوشافاط باللغة العربية بودساف أو يوزاساف:
- كمال الدين وتمام النعمة للشيخ الصدوق بن بابويه (المتوفى 962 م) – يعتبره العلماء فيما يتعلق بأسطورة بارلام ويهوشافاط .
- قصة الأمير، (قصة الأمير يوزاساف والفيلسوف بالاوهار) النسخة الأردية من القرن الثامن عشر إلى التاسع عشر من كتاب بالاوهار وبوداساف .
- كتاب عين الحياة، للعلامة الإمام المجلسي (1616–1698) [45]

(2) نصوص تذكر يسوع (عيسى)
- روضة الصفا لمير محمد بن خَوَند (1417، نُشرت في بومباي 1852) – والتي تحتوي على نسخة من أسطورة أبغر المتعلقة بتحول ملك الرها (المسمى نصيبين أو نيسيبيس بالفارسية) في تركيا قبل صلب يسوع. ميرزا غلام أحمد (الأردية، 1899، الإنجليزية 1978) مقتبساً النص الأصلي.
- بهافيشيا مها بورانا (بعد 1739م)، نص هندوسي يحتوي على قسم يناقش يسوع ومحمد، وأيضاً الملكة فيكتوريا

(3) التاريخ المحلي لكشمير
- صورة فوتوغرافية من عام 1946 لصفحة واحدة يُزعم أنها من تاريخ كشمير، التاريخ الضائع للملا نادري 1420م، استخدمها حيدر مالك (عشرينيات القرن السادس عشر) كمصدر. طبع خواجة نذير أحمد هذه الصورة في كتاب "يسوع في الجنة على الأرض" (1952) [46] يحتوي النص الموجود في الصورة على ذكر يوزاساف، لكن النص القياسي لتقاليد الملا نادري التي نقلها حيدر مالك لا يحتوي على أي ذكر ليوزاساف ولا مؤرخ. يستشهد بكتاب تاريخ كشمير على أنه يحتوي على ذكر ليوزأساف. الصفحة الأصلية، التي حاول أحمد شراءها عام 1946، ضاعت الآن، لذا لا يمكن إجراء اختبارات لعمر الوثيقة.
- وقاية كشمير لمحمد أعظم ديده مري (1747) تاريخ كشمير، ذكر الأمير يوزاساف
- مرسوم رسمي في قضية قضائية عام 1770، - تحديد القديسَين الإثنين المدفونين في روضة بل بأنهما يوزاساف والسيد نصير الدين.
- باغي سليمان (حديقة سليمان) لمير سعد الله شهابادي الكشميري (1780)، وهو تاريخ كشمير يعلق على الرجل المقدس المسلم الآخر المدفون في ضريح روضة بل، السيد نصير الدين.[47]
- وجيز التواريخ لعبد النبي خانياري (1857) - تاريخ فترة السيخ في كشمير التي تذكر روضة بل كمقبرة للسيد نصير الدين والأمير يوزاساف.
- تخت سليمان (عرش سليمان)، بقايا معبد على تل بالقرب من بحيرة دال في سريناغار، كشمير
- تحريك كبير كشمير ، للحاج محيي الدين مسكين، (مطبعة سوراج براكاش بمدينة أمريتسار، 1902) – المصدر الأول الذي ذكر أن البعض يعتقد أن رضوة بل هي قبر يسوع (عيسى)، بعد ثلاث سنوات من التعرف على ميرزا غلام أحمد. .[48]

يذكر باباس أن تحليل أي مجموعات محتملة من التواريخ المخصصة لنظرية نذير أحمد حول أسفار يسوع يشير إلى أن أيا من السيناريوهات لا يمكن أن يكون متسقاً مع التواريخ والأيام التاريخية المقبولة عموماً كعهد جوندوفاريس، ويرجع ذلك جزئياً إلى أن نذير أحمد اعتمد على طرق التأريخ المستخدمة في بلاط زين العابدين (1423-1474)

#### أندرياس فابر-كايزر وهولجر كيرستن
في عام 1976، قام أندرياس فابر-كايزر، عالم الأجسام الطائرة المجهولة الإسباني، وعام 1983 سيغفريد أوبرماير وهولغر كيرستن ، وهما كاتبان ألمانيان في موضوعات مقصورة على فئة معينة، بإشهار موضوعات أن المسيح مات في كشمير ، والمسيح في كشمير ، والمسيح عاش في الهند على التوالي. كانت أفكار كيرستن من بين العروض المختلفة للنظرية التي انتقدها غونتر جرونبولد في كتابه يسوع في الهند"نهاية الأسطورة". (ميونخ، 1985). يقول عالم اللاهوت الألماني فيلهلم شنيميلشر أن عمل كيرستن (الذي يعتمد على ميرزا أحمد وإنجيل الدلو ) هو خيال وليس له علاقة بالبحث التاريخي. صرح جيرالد أوكولينز ، وهو كاهن يسوعي أسترالي، أن عمل كيرستن هو مجرد إعادة صياغة لأسطورة للاستهلاك من قبل عامة الناس.
وتفسير ذلك أن القبر محاذى بين الشرق والغرب  نجده في مطبوعات الطائفة الأحمدية ككتاب ميرزا غلام أحمد كشتي نوح  والمجلات الرسمية للأحمدية مجلة المراجعة الإسلامية 1981 ومراجعة الأديان 1983. ويزعم الأحمديون أن هذا يؤيده الإشارة من رواية الشيخ الصدوق لقصة يوزأساف-غوتاما بوذا في كمال الدين "ثم مد رجليه وأدار رأسه بالتجاه الغرب ووجهه باتجاه الشرق. ومات في هذه الوضعية." 

#### مزاعم الأحمدية في وسائل الإعلام الشعبية
كتب ريتشارد دينتون وأنتج فيلماً وثائقياً لبي بي سي فور بعنوان هل مات يسوع؟ في عام 2004. رواه برنارد هيل ويضم إيلين باجلز، بيتر ستانفورد، جون دومينيك كروسان، باولا فريدريكسن، الأب جيروم ميرفي أوكونور، توم رايت، تييري لاكومب (فرنسي من منظري نظرية المؤامرة لفرسان الهيكل)، ريتشارد أندروس، جيمس تابور ، ستيف ماسون. والمحرر الأحمدي عبد العزيز الكشميري . يستكشف الفيلم الوثائقي نظرية النجاة من الصليب، ويذكر بشكل عابر نظريات مثل رحلة يسوع إلى الهند، مع قسم عن قصة يوز آساف.
في عام 2007 عرضت القناة الرابعة الفيلم الوثائقي قصة يسوع الخفية من تقديم روبرت بيكفورد، والذي تضمن تصويراً داخل روضة بل، ومقابلة مع فداء حسْنين حول الضريح ويسوع و"حلقة الربط الهندية". انتقد جيرالد أوكولينز عدة جوانب من الفيلم الوثائقي، وذكر أن حسْنين "أظهر كيف يعيش في عالم غريب من الخيال والمعلومات المضللة".
حوالي عام 2010، بدأ القبر في روضة بال يكتسب شعبية بين السياح الغربيين باعتباره قبر يسوع المحتمل. وفقاً لتقرير مراسل بي بي سي لعام 2010، ربما تم الترويج للقصة القديمة مؤخراً من قبل أصحاب المتاجر المحليين الذين "اعتقدوا أنها ستكون مفيدة للأعمال"، وقد ساعد إدراجها في دليل السفر لونلي بلانيت إلى الهند في دفع الأعمال السياحية. تشير رواية خط روضة بل التي كتبها أشوين سانغي للضريح. في عام 2010، أطلق المخرج الهندي راي ياشيندرا براساد فيلماً وثائقياً مدته 53 دقيقة باسم ضريح روضة بل في سريناغار .

## عقيدة المسلمين السائدة
نظراً إلى أن عقيدة المسلمين السائدة والمؤرخين العلمانيين ترفض ادعاءات الطائفة الأحمدية بزيارة يسوع للهند، فإن المسلمين والعلماء السائدين يرفضون أيضاً أي احتمال بأن يكون ضريح روضة بل هو قبر يسوع. بعد أن زار هوارد والتر الضريح عام 1913، للتحقيق في ادعاءات ميرزا غلام أحمد، ذكر أن المسلمين المحليين كانوا يرون أن الضريح كان في السابق قبراً هندوسياً حتى القرن الرابع عشر عندما توفي السيد شرف الدين عبد الرحمن (متوفى عام 1327م). المعروف شعبياً باسم بلبل شاه، قد جلب الإسلام إلى كشمير، وأعلن أن القبر ليس لبوذي بل لقديس مسلم. لاحظ عالم الهنود الألماني غونتر غرونبولد أنه مثل أسطورة يوزاساف، فإن القبر نفسه هو واحد من العديد من المواقع البوذية والهندوسية المقدسة في كشمير التي أعيد تخصيصها للأضرحة الإسلامية على مدار تاريخ كشمير.

## أنظر أيضا
- أبا يحيى، زعيم عقيدة "يسوع في الهند".
- ماي ماري دا أشتان، فرضية وجود قبر مريم العذراء أم يسوع في باكستان.
- فرضية الإغماء، أفكار مفادها أن يسوع لم يمت على الصليب.
- قبر يسوع، قبور يسوع المقترحة.
- سنوات المجهولة في حياة يسوع، أفكار حول ما فعله يسوع في وقت غير موصوف في العهد الجديد، وبعد نجاته من الصلب.
- يوسمرج "مرج يسوع بالأوردية"، مقترح لمكان أقام فيه يسوع في الهند.

## روابط خارجية
قالب:Municipalities of Jammu and Kashmirقالب:Kashmir Valley